# West Easton
West Easton es un borough ubicado en el condado de Northampton en el estado estadounidense de Pensilvania. En el año 2000 tenía una población de 1.152 habitantes y una densidad poblacional de 1,420.4 personas por km².

## Geografía
West Easton se encuentra ubicado en las coordenadas 40°40′42″N 75°14′10″O / 40.67833, -75.23611.

## Demografía
Según la Oficina del Censo en 2000 los ingresos medios por hogar en la localidad eran de $39,615 y los ingresos medios por familia eran $48,393. Los hombres tenían unos ingresos medios de $35,288 frente a los $25,781 para las mujeres. La renta per cápita para la localidad era de $17,901. Alrededor del 9.9% de la población estaba por debajo del umbral de pobreza.